# 計量政治学
計量政治学（けいりょうせいじがく）とは、政治学の一分野。行動科学的政治学の影響を受け、政治現象の数量データ分析によるアプローチが広がっていった。
計量政治学の始祖はウィリアム・ペティの『政治算術』と言われる。1970年代、政治学に合理主義的政治理論が登場し、経済学的・数理的な研究手法が採られるようになった。1980年代に入ると、アメリカの政治学研究において、数理統計モデルが研究を席巻した。この頃、日本にも計量政治学が流入した。2000年代に入ると、数理統計モデルへの批判も行われている。
数理政治学が「ある政治現象のメカニズムを数理モデルによって明らかにして、仮説を提示する」ものであるのに対して、計量政治学は「数理政治学の仮説を数量データを用いて検証する」ものである。
計量政治学は、何らかの数値化が可能な分野については有効だが、政治現象の多くが数値化できないため、研究対象が限られる。また、その研究成果についても、それほど新しい発見がないとみなされている。